# Manoel José Cardoso
Manoel José Cardoso (Província do Rio de Janeiro, c. 1826 — , 1 de fevereiro de 1889) foi um político e comerciante brasileiro, da época do Império do Brasil.
Era filho do comendador Francisco José Cardoso e de Propícia Francisca Carneiro da Fontoura Barreto. Já detinha, em 1850, uma suplência com exercício na Câmara Municipal da Vila de Itaguaí, localidade em que seu pai era a principal liderança política. Presidiu o legislativo itaguaiense durante longos períodos, caracterizados pelo predomínio do Partido Conservador, nas décadas de 1850, 1860 e 1870. Ainda naquela vila, acumulou diversos cargos: delegado de polícia, tesoureiro das estradas Geral de Itaguaí e do Presidente, comissário municipal da Estatística Pública da Província.  Dispôs da patente de tenente-coronel da Guarda Nacional.
Atuou como empreiteiro nos melhoramentos da Estrada Geral de Itaguaí e das pontes do Valão e da Guardinha, na mesma região. Administrou a Companhia Itaguaiense de Navegação, que mantinha comunicações regulares entre o porto de Itaguaí e a Corte, e foi diretor adjunto da Imperial Companhia Seropédica Fluminense (pré-indústria da seda).
Elegeu-se por nove vezes deputado provincial da Assembléia Legislativa fluminense, entre 1870 e 1889 (as legislaturas eram de dois anos). Foi proprietário do trapiche de São Pedro de Alcântara, às margens do canal de Itaguaí, comendador da Ordem de Cristo e oficial da Ordem da Rosa, tendo recebido este título em 1858, por serviços prestados durante uma epidemia de cólera.
Casou-se em primeiras núpcias com Francisca Mariana dos Santos. Viúvo ainda jovem, contraiu segundo matrimônio com Maria Delfina da Cunha. Destas uniões nasceram, respectivamente, Francisco José dos Santos Cardoso e Propícia Eugênia Cardoso. Faleceu em consequência de problemas cardíacos.